# 基拉耶吉哈佐
基拉耶吉哈佐，是匈牙利巴兰尼亚州所辖的一个村。总面积22.88平方公里，总人口940，人口密度41.1人/平方公里（2011年1月1日）。